# 袁微
袁微（1982年5月8日—），北京市人，中国足球教练，北京理工大学学士及硕士，退役足球运动员。袁微现为北京理工大学足球俱乐部主教练、北京理工大学讲师。袁微少年时代在人大附中三高足球俱乐部接受足球训练，曾赴墨西哥训练两年，回国后参加了2000年中国足球乙级联赛。2000年高中毕业后，袁微升入北京理工大学，帮助北京理工大学队四次赢得全国大学生足球联赛冠军，还两次代表中国参加世界大学生运动会男足比赛。2006年，北京理工大学队参加中国足球乙级联赛，袁微以队长身份带领球队夺冠，升入中甲联赛。2011年起，袁微担任北京理工队主教练，率队在2013年、2014年两获全国大学生足球联赛冠军。

## 球员生涯
袁微早年就读于中国人民大学附属小学，那时他就爱踢足球。小学毕业后，他升入了中国人民大学附属中学。那时人大附中三高足球俱乐部刚刚成立一年，袁微进入三高俱乐部，开始接受正规的足球训练。1997年，袁微刚刚升入初中三年级，三高俱乐部把他们派往墨西哥，进行了为期两年的海外训练。1999年，袁微和队友回国，并在次年参加了2000年中国足球乙级联赛，球队小组赛就被淘汰。2000年，袁微和队友高中毕业。人大附中原本和中国人民大学达成协议，人民大学将全队招收入校，把球队和人民大学足球队合并。但是，人民大学随后反悔，只愿意接收其中的几名球员。北京理工大学校方承诺在时机成熟时让这支球队再次参加中国足球乙级联赛以冲击职业联赛甲B联赛，将三高俱乐部的这支球队整体招走。
2001年，由三高俱乐部招入的整支球队开始代表北京理工大学参加全国大学生足球联赛。2002年、2003年、2004年和2006年，北京理工大学四次夺得全国大学生足球联赛冠军，此间北京理工队还两次代表中国出征世界大学生运动会男足比赛，在2003年世界大运会上拿到男足第七名。2006年，北京理工大学组织北京理工大学足球俱乐部，首次参加中国足球乙级联赛，袁微担任队长。球队当年就夺得冠军，升入中国足球甲级联赛。2007年起，北京理工队参加中甲联赛，袁微是队里的绝对主力，司职组织型前腰。袁微在北京理工大学读了本科和硕士，原本应该在2007年夏天毕业。不过，袁微仍然留在北京理工队中，一直征战到2010年。2009年，袁微从北京理工大学管理学院毕业，拿到硕士学位，他选择留校担任体育教师，继续代表北京理工参加中甲联赛。2011年，袁微身为助理教练兼球员报名参加中甲联赛，但并未以球员身份出场。

## 教练生涯
2011年，袁微成为北京理工队的助理教练。赛季中，袁微被任命为北京理工队的代理主教练，最终带领球队获得联赛第13名（倒数第二名）保级成功。这一年，袁微作为助理教练，辅佐主教练金志扬，率领以北理工队为班底组成的中国代表队出战2011年世界大运会男足比赛。这时的袁微不仅是北京理工大学的体育教师，还在北京理工大学攻读经济学博士学位。2012年，袁微担任北京理工队的执行主教练，赛季末球队排名第14位（倒数第三），留在中甲。2013年，袁微带领北京理工拿到中甲第9名，创造了球队征战中甲以来赢球场次、进球数的新纪录。北京理工队除了参加中国足球甲级联赛，还参加全国大学生足球联赛。这一年，袁微还率领北京理工队夺得全国大学生足球联赛冠军，2013年世界大运会中国男子足球代表队从而以北京理工队为班底组建。这也是袁微作为主教练首次带领北京理工夺冠。袁微作为主教练，金志扬任总教练，带领中国大运男足出战。球队在小组赛中被淘汰，排位赛中以4比1击败巴西队，最终排在第12名。2014年，袁微以助理教练身份报名中甲联赛，张冬平是报名表上的主教练。但是，媒体的报道中，主教练仍然是袁微，球队再次获得中甲联赛第9名的成绩。这一年，袁微带领球队夺得队史上第七个全国大学生足球联赛冠军，再次获得代表中国参加世界大学生运动会男足比赛的资格。

## 荣誉

### 球员时期
北京理工
- 全国大学生足球联赛冠军（4）：2002，2003，2004，2006
- 中国足球乙级联赛冠军（1）：2006

### 教练时期
北京理工
- 全国大学生足球联赛冠军（2）：2013，2014